# 城山 (伊豆の国市)
城山（じょうやま）は、静岡県伊豆の国市にある標高342mの山。静浦山地に属する。伊豆半島ジオパークのジオサイトの一つ。
城山は地下にあったマグマが冷え固まり、浸食によって地表に現れることでできる岩頸と呼ばれる地形である。麓には狩野川が流れ、岩肌が現れた特徴的な姿から、周辺地域のシンボル的存在となっている。元来「丈山」と書いた。

## 歴史
南北朝時代の1361年に畠山国清は弟二人と共に、この城山の金山城、同伊豆の国市と沼津市の境界にある発端丈山の三津城、伊豆市の城山の修善寺城に立て籠もり、鎌倉公方勢と戦い、翌年に降伏した。

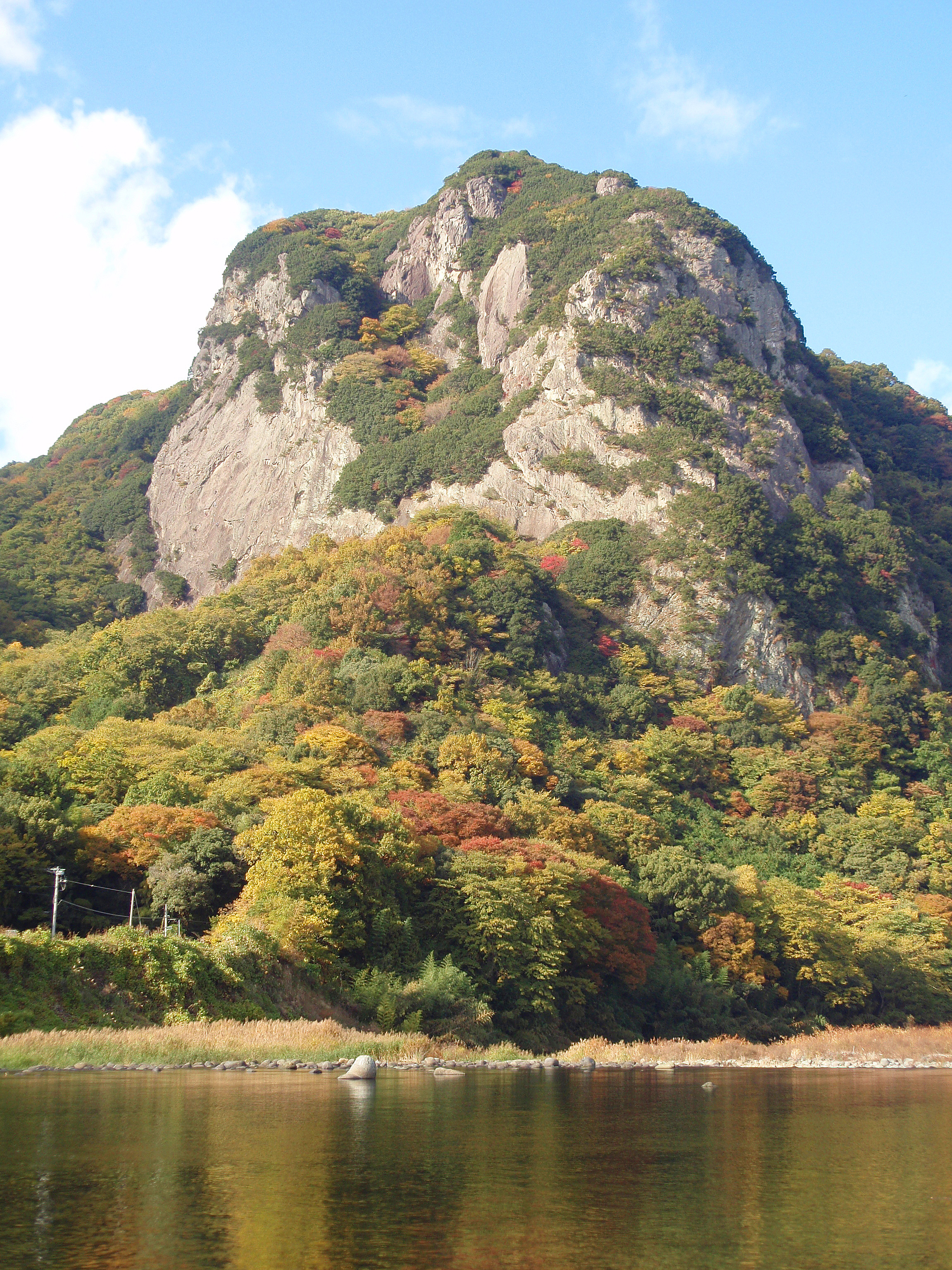
秋の城山

頂上部は見張台として使用されていたと考えられている。その後、戦国時代にも後北条氏が城として使用した。山中には堀切や土塁の跡が残るが、これらがどちらの建城時に造られたものか定かではない。頂上付近の登山道に南方向が開けた岩部があるが、これはこれらの時期に人が削って作られた通路であるという。

## アウトドア
切り立った岩壁がロッククライミングのスポットになっている。また、狩野川の脇から山頂まで登山道が整備されており、ハイカーの中には城山に登頂し、葛城山を目指し、発端丈山を越え駿河湾に抜ける長距離ルートを歩く者もいる。ハイキングの文脈では、城山、葛城山、発端丈山を「伊豆三山」と総称することも多い。山頂は狭いが開けており、北から南東方向の眺めがよく、眼下に狩野川、北は富士山から、南の天城山を望むことができる。